# إداومومن
إداومومن هي جماعة قروية في إقليم تارودانت بجهة سوس ماسة في المغرب. وهي تضم 6105 نسمة، حسب الإحصاء العام للسكان والسكنى لسنة 2014.
يبعد مركز الجماعة عن مدينة تارودانت بـ 30 كلم.

## دواوير الجماعة
- دوار تيكودار (مركز الجماعة)
- دوار تحنضورت
- دوار أكادير
- دوار تدوست
- دوار تكاديرت
- دوار أزرو
- دوار حوريا
- دوار تيلزاط
- دوار أنزاكن
- دوار أيت بن بهي
- دوار أيت أوغي
- دوار أيت محند أوسعيد
- دوار الشراكا
- دوار إخولا
- دوار القياد
- دوار أيت مبارك
- دوار أيت أوفقير

## التعليم
قائمة مؤسسات التعليم في جماعة إداومومن:
- مجموعة مدارس عبد المومن (المركزية: تحنضورت / الوحدات: تكاديرت - حوريا - تيلزاط - أنزاكن)
- مجموعة مدارس العويسات (المركزية: العويسات / الوحدات: ايت امحند وسعيد - القياد - ايت بن بيهي - اولاد مومن)

يتابع التلاميذ تعليمهم الإعدادي والثانوي في ثانوية المنصور الذهبي بجماعة أحمر لكلالشة.

## الرياضة
تعتبر كرة القدم الرياضة الأولى بالمنطقة، وينظم سنويا عدة دوريات في كافة نفوذ الجماعة. كما يعتبر دوري عيد الأضحى إداومومن الذي كل عيد أضحى أقوى دوري حيت تشارك فيه أقوى الفرق لتتبارى على أرضية ملعب السوق.